# Arondismentul Toulon
Arondismentul Toulon (în franceză Arrondissement de Toulon) este un arondisment din departamentul Var, regiunea Provence-Alpes-Côte d'Azur, Franța.

## Subdiviziuni

### Cantoane
- Cantonul Le Beausset
- Cantonul Collobrières
- Cantonul La Crau
- Cantonul Cuers
- Cantonul La Garde
- Cantonul Hyères-Est
- Cantonul Hyères-Ouest
- Cantonul Ollioules
- Cantonul Saint-Mandrier-sur-Mer
- Cantonul La Seyne-sur-Mer
- Cantonul Six-Fours-les-Plages
- Cantonul Solliès-Pont
- Cantonul Toulon-1
- Cantonul Toulon-2
- Cantonul Toulon-3
- Cantonul Toulon-4
- Cantonul Toulon-5
- Cantonul Toulon-6
- Cantonul Toulon-7
- Cantonul Toulon-8
- Cantonul Toulon-9
- Cantonul La Valette-du-Var

### Comune
| 1. Bandol (83009)              | 2. Le Beausset (83016)              | 3. Belgentier (83017)         | 4. Bormes-les-Mimosas (83019)      |
| 5. La Cadière-d'Azur (83027)   | 6. Carnoules (83033)                | 7. Carqueiranne (83034)       | 8. Le Castellet (83035)            |
| 9. Collobrières (83043)        | 10. La Crau (83047)                 | 11. Cuers (83049)             | 12. La Farlède (83054)             |
| 13. La Garde (83062)           | 14. Hyères (83069)                  | 15. Le Lavandou (83070)       | 16. La Londe-les-Maures (83071)    |
| 17. Ollioules (83090)          | 18. Pierrefeu-du-Var (83091)        | 19. Le Pradet (83098)         | 20. Puget-Ville (83100)            |
| 21. Le Revest-les-Eaux (83103) | 22. Riboux (83105)                  | 23. Saint-Cyr-sur-Mer (83112) | 24. Saint-Mandrier-sur-Mer (83153) |
| 25. Sanary-sur-Mer (83123)     | 26. La Seyne-sur-Mer (83126)        | 27. Signes (83127)            | 28. Six-Fours-les-Plages (83129)   |
| 29. Solliès-Pont (83130)       | 30. Solliès-Toucas (83131)</lsmall> | 31. Solliès-Ville (83132)     | 32. Toulon (83137)                 |
| 33. La Valette-du-Var (83144)  | 34. Évenos (83053)                  |                               |                                    |